# Microstylum nigricorne
Microstylum nigricorne là một loài ruồi trong họ Asilidae. Microstylum nigricorne được Enderlein miêu tả năm 1914.